# La passeggiata (Walser)
(Robert Walser, incipit de La passeggiata)
La passeggiata (titolo originale: Der Spaziergang) è un racconto dello scrittore svizzero Robert Walser, pubblicato per la prima volta nel 1917 dall'editore Huber & Co. di Frauenfeld. La prima traduzione italiana è del 1976, per Adelphi. Nel 1919, nella raccolta Seeland, fu pubblicata una versione stilisticamente più curata del racconto, dalla quale è stata tratta la traduzione italiana. Il testo conobbe varie altre edizioni, definitiva è da considerarsi quella inclusa nel volume III del suo Gesamtwerk (Opera omnia).

## Trama
Una mattina, il narratore-scrittore esce di casa per fare una passeggiata. Compiaciuto per la sua improvvisa "romantica disposizione d'animo", gioisce di fronte alla bellezza, freschezza e bontà della giornata.
La prima persona che incontra per strada è il professor Meili, un celebre studioso con un cipiglio severo ma simpatico. Molte altre persone catturano la sua attenzione: un prete, un farmacista in bicicletta, un rigattiere, un ufficiale medico, bambini che giocano, due donne eleganti con le gonne corte e due uomini con cappelli di Panama.
Fingendosi un fine esperto di libri, entra in una libreria e chiede con parole scelte quale sia in quel momento il libro più venduto. Quando il libraio ritorna con il prezioso testo lo scrittore, il cui libro non gode di alcun successo, esce mestamente dalla libreria senza nemmeno un grazie.
Entrando nella prima banca che incontra, è piacevolmente sorpreso di apprendere che molte anonime benefattrici gli hanno versato mille franchi sul suo conto. L’impiegato di banca si accorge del sorriso sul volto dell'ignorato scrittore, il quale si gode l'inatteso dono e continua la sua passeggiata. Ad un certo momento lo scrittore si ricorda di avere un appuntamento per il pranzo con la Signora Aebi, all'una in punto. Passa davanti ad un fornaio ed è infastidito dall'insegna pacchiana, che considera un tipico segno dell'egocentrismo, ostentazione e disonestà dei tempi moderni, in cui si tende a far apparire le cose migliori di quanto non siano realmente. Passati sono i tempi in cui un fornaio si limitava a sfornare un buon pezzo di pane.
Vedendo una fonderia in piena attività, d'un tratto si vergogna di essere sfaccendato e di essere a zonzo. Comunque, nel suo bel vestito inglese giallo, si sente come un lord nel suo parco, anche se la strada di campagna è punteggiata di fabbriche e case semplici, e non c’è nulla che assomigli ad un parco. Due bambini che giocano in strada lo incantano per un attimo, prima che un'automobile rumorosa e sfrecciante disturbi il loro gioco idilliaco. È irritato dai passeggeri dell'auto, perché è un amante della quiete e dell'andatura moderata di coloro che vanno a piedi. Egli aborre la velocità inquinante delle automobili.
Egli chiede indulgenza ai suoi lettori, ed annuncia in anticipo due figure significative della sua passeggiata, una presunta ex attrice ed una altrettanto presunta cantante di belle speranze. La presunta attrice si rivela non esserlo mai stata, alla fine, ma poiché ella risponde gentilmente alle sue domande un po' importune, egli le rivela che quando era venuto ad abitare da quelle parti, molto tempo addietro, egli era in conflitto con se stesso ed il mondo intero. Lentamente egli era riuscito a superare la sua disperazione e l'angoscia, e rinacque, cosicché ora egli è felice e ricettivo nei confronti del bene che gli sta attorno.
Dopo aver salutato la donna, lo scrittore si mette nuovamente in cammino. Un incantevole negozio di cappelli femminili gli suscita un urlo di gioia. Egli ritiene che la sua posizione in mezzo alla natura sia talmente attraente che si ripromette di trarne una commedia ("'Tutto questo lo descriverò' promisi fermamente a me stesso 'ne parlerò al più presto in uno scritto o in una specie di fantasia, che chiamerò La Passeggiata […]'"). Anche una macelleria lì vicino lo affascina, ma si accorge di essersi distratto eccessivamente, e dunque ha bisogno di riorientarsi e riprendere le forze, come un generale che cerchi di avere la supervisione di tutte le circostanze e contingenze possibili. Incidentalmente, aggiunge che sta scrivendo tutte le sue belle frasi eleganti con una penna della corte imperiale, che conferisce loro la giusta brevità, intensità e incisività. 
Proseguendo nella sua passeggiata tra orti, giardini in fiore, frutteti, campi di grano, prati e corsi d'acqua, ed ogni tipo di cose piacevoli, egli si trova improvvisamente di fronte ad un essere sinistro e particolarmente sgradevole - il gigante Tomzack, il cui aspetto terrificante fa svanire tutti i pensieri e le immagini felici dello scrittore. Quest'ultimo lo conosce bene, questo superuomo fantasma mezzo morto e senza casa, amore, fortuna, amici o Paese. Senza guardare indietro, lo scrittore entra in una foresta, la quiete della quale, e la sua atmosfera fiabesca, gli restituiscono gioia e senso di benessere.
Uscendo dalla foresta, egli ode la voce della cantante, una giovane scolara con una bellissima voce accattivante. Le dice che avrà un avvenire sfolgorante come cantante d'opera e le consiglia di esercitarsi adeguatamente. Ella comprende a mala pena il suo lungo encomio sulle qualità della sua voce, un discorso - egli lo ammette - fatto più per far piacere a se stesso. Da lontano vede un passaggio a livello che diventerà molto importante nel prosieguo della sua passeggiata, ma prima di attraversarlo, egli deve occuparsi di altre tre importanti questioni: provare un abito dal sarto, pagare le tasse al municipio e consegnare un'importantissima lettera all'ufficio postale.
Prima di tutto, tuttavia, siccome è l'una in punto, egli deve pranzare con la Signora Aebi. Cessando di conversare, la donna guarda come incantata lo scrittore mentre mangia, insistendo che continui a mangiare il più possibile, in quanto, ella sostiene, scopo del loro incontro non era una discussione di livello intellettuale, bensì dimostrare che egli aveva un buon appetito ed era un sano mangiatore. Vista la sua insistenza, egli si alza dal tavolo con un guizzo, chiedendole come abbia osato pensare che si sarebbe rimpinzato di cibo. La signora ride e dice che era tutto un scherzo per mostrargli come certe casalinghe possono essere esageratamente indulgenti con i loro ospiti.
La sua sosta successiva è all'ufficio postale, dove lo scrittore spedisce una lettera caustica e polemica ad un signore che lo ha tradito e la cui unica preoccupazione è il denaro ed il prestigio. Successivamente se la prende con il sarto, il cui pessimo lavoro conferma le peggiori paure dello scrittore. Anziché avere un abito privo di difetti, si ritrova con un capo che non gli si attaglia, malfatto, privo di fantasia, e improvvisato. Di fronte alla reazione veementemente negativa del sarto, lo scrittore se ne va immediatamente e passa all'ufficio del fisco, dove spera di rimediare ad un grave errore nella sua dichiarazione dei redditi.
Lungi dall'avere un reddito così considerevole come quello calcolato dagli esattori delle imposte, le sue entrate sono estremamente esigue, tipiche di uno scrittore i cui libri trovano uno scarso riscontro nei lettori a cui si rivolge. Comunque, "ti si vede sempre in giro a passeggiare", commenta l'esattore. A dire il vero, risponde lo scrittore, camminare è invigorente e lo mantiene in contatto con il mondo. "A spasso, risposi, ci devo assolutamente andare, per ravvivarmi e per mantenere il contatto col mondo; se mi mancasse il sentimento del mondo, non potrei più scrivere nemmeno mezza lettera dell'alfabeto, né comporre alcunché in versi o prosa. "Senza passeggiate sarei morto e da tempo avrei dovuto rinunciare alla mia professione, che amo appassionatamente. Senza passeggiate, senza andare a caccia di notizie, non sarei in grado di stendere il minimo rapporto, e tanto meno un articolo, non parliamo poi di scrivere un racconto". Egli convince il funzionario che una "passeggiata vigile" è una vera e propria seria occupazione, e gli viene promesso un attento esame della sua richiesta di riduzione della somma da pagare all'erario.
Alla fine lo scrittore raggiunge il passaggio a livello che gli sembra il punto più saliente o il centro della sua passeggiata. Qui egli attende assieme ad una folla di persone mentre passa un treno carico di soldati e i due gruppi si salutano a vicenda con gioia patriottica. Al termine del transito, il paesaggio circostante sembra trasfigurato: la strada di campagna, le case modeste ed i negozi, i giardini e i prati sono avvolti come da un velo d'argento. Egli immagina che "l'anima del mondo si sia aperta, e tutto il male, la tristezza e la pena siano sul punto di scomparire". Priva del suo guscio esterno, la Terra diventa un sogno e sembra esserci solo il presente. Una scena deliziosa segue ad un'altra, ma mentre continua a camminare, la sua esuberanza romantica cede il passo nuovamente ad osservazioni più nitide del paesaggio, dei suoi edifici ed abitanti. Incontra un cane nero, un altezzoso uomo ben vestito ed una lavandaia spettinata; passa davanti a molti edifici storici interessanti, snocciola una lunga lista di cose quotidiane e di eventi e legge un'insegna di una pensione per signori eleganti.
È giunta sera e la sua passeggiata termina nei pressi di un lago. Due figure gli vengono in mente: una giovane bella ragazza ed un uomo stanco ed abbandonato. È in preda a pensieri malinconici ed autocritici, e raccoglie dei fiori mentre inizia a piovere. Si sdraia a lungo e poi si ricorda del volto grazioso della fanciulla che molto tempo prima lo aveva lasciato perché non lo amava. I fiori gli cadono dalle mani. Si alza per andare a casa, e tutto diventa buio.

## Edizione italiana
- Robert Walser, La passeggiata, traduzione di Emilio Castellani, Adelphi, 1976,  p. 108, ISBN 978-88-459-0186-7.